# Pütz (Neunkirchen-Seelscheid)
Pütz ist ein Ortsteil der Gemeinde Neunkirchen-Seelscheid im Rhein-Sieg-Kreis.

## Lage
Pütz liegt im Wenigerbachtal an der Grenze zu Much. Nachbarorte sind Kuhlen im Norden, Huven im Osten, Oberheister, Heister und Siefen im Süden.

## Geschichte
1830 hatte Putzerhof 17 Einwohner. 1845 hatte der Ort 23 evangelische Einwohner in drei Häusern. 1888 gab es 11 Bewohner in vier Häusern.
1901 hatte das Gehöft 15 Einwohner. 1910 wohnten hier die fünf Ackererfamilien Heinrich Wirges, Wilhelm Ohligschläger, Heinrich Josef Kreuzer, Franz Kotthäuser und Franz Hebekeuser.
Das Dorf gehörte bis 1969 zur Gemeinde Seelscheid.